# La Femme aux deux visages
Pour l’article homonyme, voir La Femme aux deux visages (film, 1955).
Pour plus de détails, voir Fiche technique et Distribution.
La Femme aux deux visages (Two-Faced Woman) est un film américain avec Greta Garbo dans son dernier rôle au cinéma, réalisé par George Cukor, sorti aux États-Unis en  1941.

## Synopsis
Larry Blake, directeur d'un magazine new-yorkais, s'éprend d'une monitrice de ski (Karin Borg) qu'il épouse en lui promettant de s'installer à la montagne auprès d'elle. Pourtant, le travail reprend très rapidement ses droits et Larry repart pour New York. Lassée de l'attendre, Karin part le rejoindre, mais elle découvre qu'il semble l'avoir oubliée car il fréquente assidûment une auteur dramatique, Griselda. 
Ces circonstances inattendues obligent Karin à se faire passer pour sa propre sœur Katherine. Sous cette nouvelle identité, elle adopte un comportement de séductrice extravertie et charme les hommes qui l'entourent. Cette mascarade permettra à Larry et Karin de se retrouver.

## Fiche technique
- Titre : La Femme aux deux visages
- Titre original : Two-Faced Woman
- Réalisation : George Cukor, assisté d'Andrew Marton
- Scénario : S.N. Behrman, Salka Viertel, George Oppenheimer, d'après la pièce de Ludwig Fulda
- Production : Gottfried Reinhardt
- Société de production : Loew's et Metro-Goldwyn-Mayer
- Photographie : Joseph Ruttenberg
- Montage : George Boemler
- Musique originale : Bronislau Kaper
- Direction artistique : Cedric Gibbons
- Décorateur de plateau : Edwin B. Willis
- Costumes : Adrian
- Maquillage : Sydney Guilaroff
- Pays d'origine : États-Unis
- Genre : Comédie
- Durée : 90 minutes
- Format : Noir et blanc- Son : Mono (Western Electric Sound System)
- Date de sortie : novembre 1941
- Dates de sortie :
  - États-Unis : 30 novembre 1941 (première)
  - France : 10 mars 1947

## Distribution

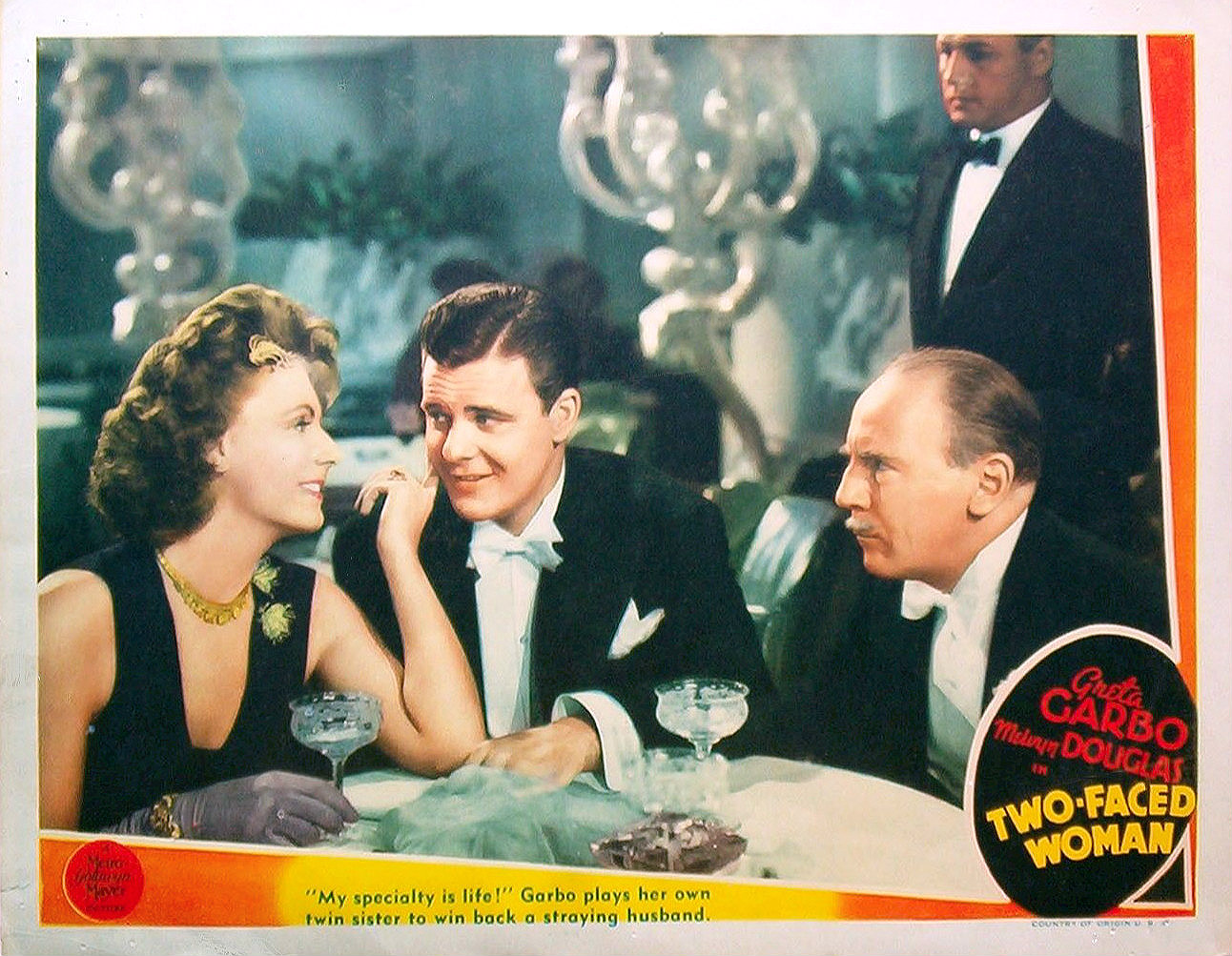
Image tirée du film.

- Greta Garbo : Karin Borg Blake, une séduisante monitrice de ski qui se fait passer pour sa sœur jumelle afin de reconquérir son mari
- Melvyn Douglas : Lawrence 'Larry' Blake, son mari, un éditeur new yorkais
- Constance Bennett : Griselda Vaughn, une dramaturge que courtise Larry
- Roland Young : Oscar 'O. O.' Miller, l'associé de Larry
- Robert Sterling : Dick 'Dickie' Williams
- Ruth Gordon : Miss Ruth Ellis, la secrétaire de Larry
- Frances Carson : Miss Dunbar, l'actrice de la pièce de Griselda Vaughn

Acteurs non crédités
- Robert Alton : Cecil, le danseur partenaire de Karin
- William Bailey : un patron de nightclub
- Olive Blakeney : Phyllis
- Hillary Brooke : une vendeuse de la boutique de vêtements
- George Calliga : un employé de l'hôtel
- André Cheron : un maître d'hôtel
- Jules Cowles : un spectateur à la danse
- Gloria DeHaven : une débutante
- Emily Fitzroy : une danseuse de rumba
- Nacho Galindo : un musicien
- Tom Herbert : un danseur de rumba
- Olin Howland : Frank, le directeur de l'hôtel de la station de sports d'hiver
- Odette Myrtil : une vendeuse de la boutique de robes

## Autour du film
- Le film a subi un remontage qui en modifie profondément le sens[1]. Dans la première version du film, Larry se laissait duper par la mascarade. Dans la version remaniée, l'ajout d'une courte séquence qui tient lieu de "scène de reconnaissance" inverse les positions de chacun : Karin devient la dupe, et Larry le manipulateur qui a découvert le jeu de son épouse.
- Dans son livre Garbo, l'historien du cinéma Patrick Brion écrit : « Greta Garbo est opposée pour la troisième fois à Melvyn Douglas, un habitué de la "comédie américaine" et, vu avec le recul de l'histoire, le film ne mérite en aucun cas l’opprobre dont il a été la victime. Il s'agit en effet d'une amusante – et souvent brillante – comédie et la manière dont George Cukor dirige ses deux principaux interprètes ne manque pas d'humour, même si les dialogues en sont parfois dépourvus. Greta Garbo s'y baigne dans une piscine, crée devant une assistance médusée puis enthousiaste une nouvelle danse, la "Chica Choca", et personnifie avec brio Karin Borg – une Suédoise – et sa "sœur" Katherine, affranchie et amorale. »[2]